# Мария д’Артуа
Мария д’Артуа (1291—1365) — дочь Филиппа д’Артуа, сеньора Конша, и Бланки Бретонской.

## Брак и дети
Мария вышла замуж за Жана I, маркграфа Намюра, сына Ги де Дампьера, графа Фландрии и маркграфа Намюра, и его второй жены Изабеллы Люксембургской. Брачный контракт был заключён в Париже 6 марта 1310 года и был подтверждён 13 января 1313 года в Пуасси. Жан подарил невесте замок Винендале во Фландрии, что было ратифицировано графом Фландрии (единокровным братом Жана Робертом III) в 1313 году.
У Марии и Жана было одиннадцать детей:
1. Жан II (1311 — 2 апреля 1335), маркграф Намюра в 1330—1335
2. Ги II (1312 — 12 марта 1336), маркграф Намюра в 1335—1336
3. Генрих (1313 — 8 октября 1333)
4. Бланка Намюрская (1316—1363), вышла замуж за Магнуса Эрикссона, короля Швеции и Норвегии
5. Филипп III (1319—1337), маркграф Намюра в 1336—1337
6. Мария (1322—1357); 1-й муж с 1336 года: за Генрих II, графа Виандена; 2-й муж с 1340 года: Тибо де Бар (ум. 1353/1354), сеньор де Пиррпон
7. Маргарита (1323 — 13 сентября 1383), монахиня Петергема
8. Гильом I (1324 — 1 октября 1391), маркграф Намюра в 1337—1391
9. Роберт Намюрский, сеньор де Бофор-Сюр-Мез, маршал Брабанта, участник Столетней войны
10. Людовик (1325 — между 1378 и 1386), сеньор Петергема и Бейли, наместник в Намюре в 1351 году; жена с 17 мая 1365 года: Изабелла де Руси, дама де Руси, дочь # Роберта II, графа де Руси
11. Елизавета Намюрская (1329 — 29 марта 1382); муж с 1342 года: Роберт I (9 июня 1309—16 февраля 1390), рейнский пфальцграф